# جریان غیرویسکوز
جریان غیرویسکوز (به انگلیسی: inviscid flow) جریان یک سیال ایده‌آل است که فرض شده‌است که هیچ گرانروی ندارد. در دینامیک سیالات مسائل مختلفی هست که حل آن‌ها با در نظر گرفتن مفروضات جریان غیر ویسکوز ساده خواهد شد.
جریان سیالات با ویسکوزیتهٔ کم بسیار شبیه به جریان غیر ویسکوز است به جز در نواحی نزدیک به مرز سیال که در آن نواحی لایه مرزی نقش بسیار مؤثری ایفا می‌کند.

## عدد رینولدز
فرض جریان سیال به‌طور کلی جایی درست است که نیروهای ویسکوز نسبت به نیروهای لختی کوچک باشند. چنین شرایطی برای جریان را می‌توان همانند جریان با عدد رینولدز خیلی بزرگتر از یک دانست. این فرض که نیروهای ویسکوز قابل چشم پوشی هستند برای ساده‌سازی معادلات ناویه-استوکس به معادلات اویلر استفاده می‌شود و معادلهٔ اویلر که جریان غیر ویسکوز را بیان می‌کند به صورت زیر است:
{\displaystyle \rho \left({\frac {\partial }{\partial t}}+{\mathbf {u} }\cdot \nabla \right){\mathbf {u} }+\nabla p=0}
که در واقع همان قانون دوم نیوتن است که بر روی یک المان بی‌نهایت کوچک سیال اعمال شده‌است. در شرایط حالت پایدار، در ترکیب با معادلهٔ پیوستگی جرم، معادلهٔ بالا را می‌توان با کمک نظریهٔ جریان پتانسیل حل نمود.

## مشکلات مدل جریان غیر ویسکوز
اگر نسبت به کل جریان، تأثیر ویسکوزیتی خیلی چشم گیر نیست اما چند پارامتر فرض چشم پوشی کردن از ویسکوزیتی را نادرست می‌کنند. ویسکوزیتی را نمی‌توان در نواحی نزدیک به مرز سیال در نظر نگرفت زیرا لایه مرزی وجود دارد، که باعث تشدید تأثیر حتی مقدار کم ویسکوزیته می‌شود. آشفتگی نیز در برخی جریان‌های با عدد رینولدز بالا دیده می‌شود، آشفتگی به فرایندی گفته می‌شود که انرژی به حرکات در مقیاس‌های کوچک و کوچکتر تبدیل می‌شود تا سرانجام بویسلهٔ ویسکوزیتی ناپدید شود و از بین برود.